# ドラゴンクエストキャラクターズ トルネコの大冒険2 不思議のダンジョン
- ドラゴンクエストシリーズ > トルネコの大冒険シリーズ > ドラゴンクエストキャラクターズ トルネコの大冒険2 不思議のダンジョン
- 不思議のダンジョンシリーズ > トルネコの大冒険シリーズ > ドラゴンクエストキャラクターズ トルネコの大冒険2 不思議のダンジョン

『ドラゴンクエストキャラクターズ トルネコの大冒険2 不思議のダンジョン』（ドラゴンクエストキャラクターズ トルネコのだいぼうけんツー ふしぎのダンジョン）は、1999年9月15日にエニックスより発売されたダンジョンRPG。ドラゴンクエストシリーズ初のプレイステーション用ソフト。
なお、本作のPS版は北米でも2000年に"Torneko: The Last Hope"のタイトルで発売され、同時に北米において発売された唯一の『トルネコ』シリーズにもなっている。2001年12月20日にはゲームボーイアドバンス（以下GBA）版『ドラゴンクエストキャラクターズ トルネコの大冒険2アドバンス 不思議のダンジョン』が発売された。

## 概要
『トルネコの大冒険 不思議のダンジョン』の続編。トルネコが幸せの箱を手に入れてから約半年後、店のまわりのあらゆる場所が「不思議のダンジョン」に変化してしまう。この謎を解き明かすためにトルネコが再び不思議のダンジョンに足を踏み入れていくというストーリー。家庭用ゲーム機としては初めてソニー・コンピュータエンタテイメント（以下『SCE』現：ソニー・インタラクティブエンタテイメント）となった。
話は前作からの純粋な続編であるが、「お店システム」、「アイテム合成システム」、アイテムを入れることが出来る「壷」が導入されるなど、ゲームシステム的には1995年発売の『風来のシレン』に近くなっている。第1作では78種類だったアイテムが、本作では140種類に増えている。PS版の難易度は『シレン』を含めたシリーズ中でも低い部類に入るため、初心者向けと言える。
序盤は階層が浅く、戦い方の基本を学ぶスタイルのダンジョンが続く。
洞窟内のダンジョンに加えて、地上のダンジョンも登場。また町にはお金を預けることの出来る「銀行」、様々な効果のあるパンを買える「パン屋」、武器・盾を鍛えてくれる「鍛冶屋」、武器・盾同士を合成できる「合成屋」や、転職などが行える「魔法屋」、ダンジョン内にはガーゴイルの店も登場する。
前作までのターンごとのオートセーブは廃止され、ダンジョン内ではフロア間に時々出現する「中断ポイント」でのみセーブを行うようになった。なお、中断ポイントは新アイテムの「中断の巻物」で必ず出現させることも可能。

## アドバンス版変更点
- 「分裂の壺」「すいだしの巻物」「やりなおしの巻物」といった強力なアイテムが廃止（これにともない、銀行の景品が一部変更）
- 「魔法使い」のメガンテによる取得経験値が0
- ガーゴイルが開いている店の「投げる」を利用したバグが修正（商品を外に投げた時点で泥棒扱いされる）
- ガーゴイルに「場所替えの杖」「バシルーラの杖」が効かない
- レアアイテムの取り方が一部変更
- 戦士の技を付けられる剣・盾が一部変更
- 戦士の一部の技で満腹度の消費量が変更
- 前半ダンジョンの難易度が低下（持ち込み可能なアイテム個数の増加など）、後半ダンジョンの難易度が上昇
- 持ち込み可能のダンジョンでは、入る前に中断による上書きをしなければならない
- 「ロトの剣」「魔法の剣」などの基本攻撃力が大幅に減少。ただし、与ダメージの限界が上昇したため、鍛えればPS版以上のダメージが出る
- 経験値、アイテムの値段などが変更され、上記と合わせ難易度バランスが徹底的に見直された
- 半透明マップが未実装
- スリープモードの搭載、階段ごとにセーブして中断が可能になったため、「中断の巻物」が廃止
- 通信機能を利用して、他のプレイヤーとのアイテム交換が可能
- PS版では同属同士のモンスターの色がドラゴンクエストシリーズと入れ替わっている事があった（ぐんたいガニとじごくのハサミ等）が、GBA版では修正
  - ただし、PS版では他シリーズと同じだったゆうれいとしにがみの配色が入れ替わっている
- 「黄金のつるはし」に特殊能力がついていないバグの修正
- 決定・キャンセルボタンの変更
  - PS版では、◯ボタン（決定）・×ボタン（キャンセル）[注 1]からGBA版のABボタンに変更。

## 転職システム
本作独自のシステムとしては「転職」が挙げられる。不思議のダンジョンクリア後、「魔法屋」を訪ねることで「戦士」と「魔法使い」になることができる。これにより、一つのダンジョンを3通りの方法で楽しめるためやり込み要素が高いが、後述する職業の性質上、一部ダンジョンは特定の職業での攻略が至難である。

### 戦士
- 「巻物」、「杖」、「指輪」を使うことが出来ない（杖と巻物は読む・振る以外の用法ならば効果を発揮できる。「聖域の巻物」を床に置く、「杖」を投げて当てるなど）。呪いを解く効果のある「シャナクの巻物」も使えないので、呪われたものを装備してしまうと神父に呪いを解いてもらうか「装備はずし」の罠で外すしかない。
- 特定の敵を連続して倒す、わざと落とし穴に落ちる、などの一定の条件を満たすことで「わざ」を覚えることが出来る。装備品により習得できる技が決まっている。一度覚えた「わざ」は忘れることはない。「わざ」は武器60種類、盾40種類の計100種類がある。
- 「わざ」は武器や盾にセットすることで使えるようになる。武器によってセットできない「わざ」がある。「わざ」は使うたびに満腹度を消費し、特に強力な「わざ」ほど満腹度の消費が大きくなる。盾の「わざ」には、セットするだけで満腹度の減少速度が増加するものもある。
- 一種類の「わざ」はその回の冒険で一種類の装備にのみセットできる。一度セットした「わざ」を別の種類の装備にセットすることはダンジョンを脱出するまで不可能となる。
- 「わざ」をセットした武器や盾は、痛恨の一撃やダメージを受ける罠に掛かると壊れることがある。再び入手するまでセットしていた「わざ」が使えなくなるという欠点があるが、呪われたものを装備したときに「わざ」をつけることでわざと破壊することも出来る。
- 「わざ」の組み合わせ次第では、レベル上げを一切せずに最下層まで到達することも可能である。
- 「わざ」を習得して（たとえ持ち込み不可のダンジョンでも）それを使う事が出来るというシステムは、従兄妹作の「風来のシレン外伝 女剣士アスカ見参!」や兄弟作の「風来のシレン4 神の眼と悪魔のヘソ」「風来のシレン5 フォーチュンタワーと運命のダイス」にも形を変えて逆輸入されている。

### 魔法使い
- 「武器」、「盾」、「矢」を装備することが出来ず、レベルを上げても素手による攻撃力が上昇しない。また、HPの回復速度が商人・戦士に比べて遅い。その代わりに行動による満腹度の減少がないため、飢えを気にせず行動できる。
- 最初は「メラ」と「メガンテ」しか使うことが出来ないが、レベルを上げることでランダムに呪文を覚える。呪文は全50種類あるが、一度の冒険で覚えられるのは30種類までである。
- 呪文はその回の冒険でのみ使用でき、ダンジョンを脱出すると全て忘れてしまい、次の冒険ではまた覚えなおす必要がある。一度でも習得したことのある呪文は「スペルブック」と言う巻物に書き込んで無限に使用することが可能。ただし、「メガザル」の一度唱えると忘れてしまう効果は残っていて、スペルブックにメガザルを書き込んで唱えると、そのスペルブックは消滅する。
- 呪文は自身のHPを削ることで唱えることが出来る。呪文ごとに消費するHPは決まっており、自身の残りHPより消費するHPが大きい呪文を唱えることは出来ない。
- 「マホトラ」を除く攻撃呪文は、魔法系統の敵には全て1ダメージしか与えられない。また、罠や敵の特殊攻撃によりステータス異常を引き起こすとランダムに呪文を忘れてしまい、忘れた呪文は再び習得するまで使うことが出来なくなる。
- 以上の特徴から、魔法使いでの冒険は運の要素がより大きくなる上級者向けの職業と言える。序盤に「レミーラ」など重要度の高い呪文や魔法系モンスターへの対抗手段が得られなければより困難となる。

## 主なダンジョン概略
ちょっと不思議の草原
お城へとつながるトルネコが最初に行くことになるダンジョン。アイテムを拾ったり階層を降りるたびにヒントをもらえる。落ちているアイテムは基本的なものばかりで、出現する敵もそれほど強くはないため初心者でもクリアするのはたやすいと言える。なお、失敗するとそのたびにネネからヒントがもらえるが、それでも失敗しつづけると「はぐれメタルの剣」、「はぐれメタルの盾」という強力な装備をくれる。持ち込みは2個まで可能。
屋敷のダンジョン
村の東側にある屋敷が、不思議のダンジョンと化した場所。全6階。持ち込み不可。ここでは矢が多く落ちており、これを使って敵を遠距離から倒していくことを学んでいく。最下層では金庫を盗んだベビーサタンと戦うことになるが、このベビーサタンは通常のものとは違い普通に攻撃してくるが、アイテムは盗まない。なお、ベビーサタンを倒さないで階段を降りても6階のままとなる。
お城のダンジョン
お城の地下に広がるダンジョン。ここも全6階。最下層には鍛冶屋に必要な炎がある。持ち込み不可。杖が多く落ちており、これをうまく使って進んでいく。攻撃を受けると分裂するスモールグールや、ワープさせてくる鬼面道士など厄介な敵が増えている。
墓場のダンジョン
村の北側にある墓場が、不思議のダンジョンと化した場所。ここも全6階。最下層にはパン屋の青年の師匠の墓があり、魔法のパンのレシピが記されている。持ち込み不可。ここでは草とパン以外のアイテムは落ちていない。呑んで使う草と投げて使う草を理解して敵を倒したり妨害しながら進んでいく。クリアするまではパン屋の青年がついてくるが、彼にはモンスターは手を出したりすることはないので、特に心配する必要はない。
火吹き山
村の外にある火山のダンジョン。全10階。ここでも持ち込みは2個まで可能（GBA版では3個）。このダンジョンから通路の視野が狭くなる、罠が設置される、持込や中断セーブが可能になるなど、不思議のダンジョンらしくなる。ここでは巻物が多く落ちており、これを駆使して先へ進んでいく。また、剣や盾も多くの種類が見られるようになり、「妖剣かまいたち」や「はぐれメタルの盾」など強力な武具が落ちていることもある。初めてクリアするまでは兵士が倒れており、「腐ったパンを食べてお腹を壊した」などと、少し間抜けな返事を聞く事が出来る。このダンジョンで現れる「フレイム」は、投げられたアイテムを燃やす性質を持ち、爆風などの火炎攻撃を受けると分裂するため、地雷がいつもより危険な罠となっている。
迷いの森
火吹き山の向こう側にある森のダンジョン。全12階。ここでも持ち込みは2個まで可能（GBA版では4個）。ダンジョン内にガーゴイルが開いている店が数多く存在する。このダンジョンでは店以外にアイテムを補充できないので、店の活用方法が攻略の鍵を握る。なお店のアイテムを泥棒することもできるが、かなりの危険を伴うので、泥棒の際には十分な下準備が必要となる。下層では細長い道が続いたり、装備している盾を弾く骸骨剣士や装備品の修正値を下げる腐った死体などの厄介な特殊能力を持つゾンビ系モンスターが多い。
トロ遺跡
村の近くにある遺跡のダンジョン。全14階。持ち込みは5個まで可能。杖が多く落ちており、これと持ち込んだアイテムを駆使して進んでいく。一度に大量のモンスターを呼び出すエビルポット、様々な効果をもつ杖を振るきとうし、一定ターン杖や巻物の効果が使えなくなる攻撃をするメイジキメラなど厄介な特殊能力を持つモンスターが多い。また、神父が初登場する。
不思議のダンジョン
今回の物語の最後でメインのダンジョン。持ち込みは10個まで可能。階層が今までのダンジョンの倍近くあり、フロア内で出現するモンスターが部屋中に眠っている「モンスターハウス」を始め、未識別状態のアイテムが出現する。姿の見えないシャドーや遠距離から炎を吐く上にステータスの高いドラゴンなど、これまでのダンジョンでは見られなかった危険なモンスターも出現するなど、他のダンジョンに比べ難易度は高め。27階には最終ボス「邪悪な箱」がおり、このダンジョンをクリアするとエンディングとなる。またクリア後は100階まで潜ることができ、「カギ」や「つるはし」を使って入ることのできる宝物部屋に強力なアイテムが眠っており、店でも強力なアイテムを売っていることが多い。
剣のダンジョン
老人の家の中庭の池に浮かぶ島から入れる、戦士だけが潜れるダンジョン。全35階。持ち込み不可。様々な種類の剣や盾が落ちており、これらを利用して技を習得していく。何度かプレイして強力な技を身につけてから臨むことが求められる。最深階では強力な指輪が入手できる。
魔のダンジョン
老人の家の中庭の池に浮かぶ島から入れる、魔法使いだけが潜れるダンジョン。全35階。持ち込み不可。落ちているのは草や杖、回復の壷がほとんどで、魔法使いでは使えないアイテムは落ちていないが、使うことの出来る指輪も落ちていない。魔法使い専用の「スペルブック」が入手可能。最深階では強力な武器が手に入る。
試練の館
村の広場の西側に位置するなまいきな少年の家だった館のダンジョン。鍛えた武器やアイテムを好きなだけ持ち込むことができる代わりに、特定のフロアに出現する店以外ではアイテムがほとんど落ちていない。このダンジョンのみのシステムとして、モンスターは最初は神父の姿をしていてどのモンスターか分からなくなっている。見破るにはモンスターを倒すか、このダンジョンで拾える「モンスター識別の杖」を使えばよい。1階から他のダンジョンでは15階程度に出現するモンスターが出現するため、持ち込み無しでクリアすることはまず不可能。更に下へ進んでいくとフロアのどこにいても炎を吐いてくるダースドラゴン、合成した能力を消すどくどくゾンビなどここでしか遭遇することのできない危険性の高いモンスターが数多く出現する。特にゴールデンスライムは万全な装備であってもトルネコを瀕死に陥れる「マダンテ」を使ってくる。全50階であるが、30階にある伝説のアイテム「ロトの盾」が第1目標である。なお、20階に「リレミトの巻物」が必ず落ちている。
井戸のダンジョン
試練の館の裏に隠れている人に話しかけることで入れるダンジョン（戦士・魔法使いでは断られる）。不思議のダンジョンで潜った階層に応じて選べるレベルが変化し、最大でレベル10まで選択できる。1階しか存在しないが、必ず大部屋モンスターハウスか大部屋迷路であり、最初から強いモンスターが出現する。クリアするとレベルに応じた分のゴールドと「カギ」が手に入る。
もっと不思議のダンジョン
不思議のダンジョンクリア後に、ある条件を満たすと潜る事ができる。ダンジョンに入るときのグラフィックは不思議のダンジョンと同じだが、若干赤みがかっている。前作の「もっと不思議のダンジョン」と同じく、アイテム、ゴールド持ち込み不可、ほとんどのアイテムが未識別という高難易度のダンジョン。フロア間の中断ポイントがランダムで出現することがなく、突入時に所持している「中断の巻物」か、それを白紙の巻物に書き込むことが中断するための手段となる（そのため戦士で挑むと中断が不可能になり、不休で100階分の攻略を強いられる）。「ザキの杖」「分裂の壺」「インパスの指輪」等のここにしかないアイテムが入手できたり、能力の付いた剣・盾の多くがダンジョン内で拾えるようになっている。また、不思議のダンジョンと同様にこのダンジョンにも宝物部屋があり、強力なアイテムを入手できるようになっている。

## 新しいモンスター
前作の「不思議なダンジョン」では32種類のモンスターが出現したが、今作では前作に出現したモンスターも含めて更に多くのモンスターが出現する。
前作では一系統に一種類のモンスターしか出現しなかったが、今作では一系統に数種類のモンスターが出現するようになった。
ホイミスライム
不規則に動き、時々ホイミを使って自分と隣接する敵、トルネコのHPを25ポイント回復させることもある。上位種にしびれくらげ、ベホマスライムがいる。
テンツク
さそうおどりを踊って、しばらくの間トルネコの行動を封印してしまう。おどりは盾の能力では一切封じられないので厄介この上ない。上位種にスーパーテンツク、ラストテンツクがいる。
エビルポット
複数のモンスターを一度に召喚する。
アイアンタートル
攻撃力、防御力ともに高いが、2ターンに1度しか動けないモンスター。上位種にランドタートルがいる。脅威性が低く癒し系。
ぐんたいアリ
壁を掘り進むモンスターで、隣接すると仲間を呼び寄せてくる。上位種にアイアンアント、眠りで反撃してくるラリホーアントがいる。
バーサーカー
2倍速で移動し、敵味方を見境なく攻撃するモンスター。レベルが上がると非常に危険。壁を掘って移動することもある。
がいこつ剣士
トルネコの装備している盾をはじきとばしてしまう。はじかれた先がモンスターや水路だと盾を消してしまい、危険。上位種に死霊の騎士、影の騎士がいる。
フレイム
ボディが燃え盛る炎のため、草を投げても効果が無い。炎の攻撃ではダメージを受けずに分裂してしまうが、冷気に弱い。ドラゴンシールドでダメージを軽減することができ、同位種のブリザードは炎に弱いという欠点を持つ。
ゾンビマスター
ゾンビ系のモンスターの墓を蘇生させるモンスター。トルネコが所持する杖の回数を減らしてくる嫌な特殊能力を持つ。色違いのシャーマンはトルネコに呪い攻撃を仕掛けてくる。
ゴールデンスライム
トルネコの体力を一桁にするマダンテの呪文を唱えるスライムの一種。その分、全モンスター中最高の経験値を持っている。
トロル
力を溜めて痛恨の一撃をしてくるモンスター。上位種にトロルボンバー、トロルキングがいる。
殺人鬼
時々痛恨の一撃をしてくる危険なモンスター。上位種にエリミネーター、デスストーカーがいる。
ゆうれい
不規則な動きをして、壁をすり抜けて攻撃してくるモンスター。１階から出現し、奇襲をしてくる。上位種にしにがみがいる。
きとうし
上位種にようじゅつしがいる。高い視界能力を持ち、トルネコからある程度の距離をとり、先手を取ってきとうしの杖の効力でトルネコに様々な効果を与えてくる最も厄介なモンスターの一種。ようじゅつしは特に凶悪でようじゅつしの杖でトルネコをほぼ無力化させるだけの能力があるため、真っ先に倒しておくこと。
あくましんかん
射程１の魔法でトルネコを操り、トルネコに勝手な行動をさせるモンスター。上位種にじごくのつかいがいる。
キラーマシン
攻撃パターンはトルネコと同じだが、二回攻撃をしてくるモンスター。上位種にメタルハンターがいる。
ガニラス
特殊攻撃はしてこないが、攻撃力・防御力共に高め。上位種にじごくのハサミ、ぐんたいガニがいる。
いたずらもぐら
特に無し。色違いにキラースコップがいる。
オニオーン
二倍速でトルネコから逃げる。上位種のたまねぎマンは、たまにオニオンブレッドを落とす。
スライムナイト
特に無いが、上位種のメタルライダーは二倍速で移動した後に攻撃してくる。
おおきづち
力を溜めて攻撃してくる。色違いにブラウニーがいる。
ファーラット
トルネコと離れている時は逃げて攻撃してこないが、隣接すると高い攻撃力で攻撃してくるモンスター。上位種にケダモンがいる。
ダンスキャロット
テンツク同様、さそうおどりを踊ってしばらくの間トルネコの行動を封印してしまう。上位種のマンドラゴラはハラヘリーを使い、ある程度トルネコの満腹度を下げてくる。
はね仙人
トルネコの回復を無効にさせる変な呪文を使ってくる。上位種のハエまどうは、一定時間トルネコのHPを減少させる変な呪文を使う。
ドッグスナイパー
二倍速で移動しながら二回攻撃、矢を放ってくる。攻撃力だけでなく、視界も広いため通路でも危険。
ガーゴイル
ダンジョン内でお店を開いているが、攻撃したり泥棒したりすると襲い掛かってくる。
邪悪な箱
「幸せの箱」と対をなす箱。幸せの箱が不思議のダンジョンから持ち出されると、幸せの箱か邪悪な箱のどちらかが出現し、邪悪な箱が生まれてしまうと周囲の地形がダンジョン化してしまう。本作の事件の原因にしてラスボスで、2倍速で2回攻撃を行いダメージを与えると、同階のモンスターを数体呼び出してワープする。また、爆発で分裂もする。初回の不思議のダンジョン27Fにボスとして出現するが、試練の館16～20Fでは普通の雑魚として無限に出現する。

## 新しい装備

### 武器
アイスソード
炎系に2倍のダメージを与えるが、氷系（ブリザード、ひょうがまじん、イエティ）には1ダメージしか与えられない。
ウインドスピアー
空を飛んでいる敵に2倍のダメージを与える。
エリミネータの斧
装備していると、時々会心の一撃を出すことが出来るようになる武器。GBA版では「エリミネーターの斧」に名称が変更されている。
黄金のつるはし
ダンジョン内の壁を掘り進むことができる特殊な武器。また物質系の敵を攻撃すると一撃で倒せる。後述する普通のつるはしと違い、壁を掘り続けていても、物質系の敵を攻撃しても壊れない。持っていると、フロアが変わるごとに武器を一つ手に入れることができる。
奇跡の剣
敵にダメージを与えるとHPが10回復する。
剛剣かまいたち
周囲8方向同時に攻撃できる。
ゾンビキラー
ゾンビ系に2倍のダメージを与える。
つるはし
ダンジョン内の壁を掘り進むことができる特殊な武器。ただし壁を掘り続けていたり、物質系の敵を攻撃すると一撃で倒せるが、壊れてしまう。
デスストーカの斧
装備していると、時々会心の一撃を出すことが出来るようになる武器。GBA版では「デスストーカーの斧」に名称が変更されている。
デーモンバスター
悪魔系に2倍のダメージを与える。
ドールクラッシャー
ドール系に2倍のダメージを与える。
鋼鉄の剣
特殊な効果のない普通の剣。
はやぶさの剣
2回連続で敵を攻撃できる。
必中の剣
攻撃が必ず当たるようになる。
封の剣
印の盾と同時に装備することで、敵の特殊行動を封じられるようになる。
ベビーフォーク
敵を倒したときお金を落としやすくなる。ただしイベントアイテム以外は落とさなくなる。ゾンビ系を倒した時に墓が出来なくなる。
魔法の剣
すべての戦士の技をセットできる。
メタルキングの剣
高い攻撃力を持つ剣。
妖剣かまいたち
前3方向同時に攻撃できる。スマートフォン向けRPG『エターナルローグ』にも登場。
ライフドレイン
敵のHPを1にする。敵に与えたダメージ分だけ剣が強化されるが、剣の強さが+100以上になると壊れてしまう。この剣だけで敵を倒す場合、必ず2回かかる。
ロトの剣
最強の攻撃力を持つ剣。

### 盾
印の盾
封の剣と同時に装備することで、敵の特殊行動を封じられるようになる。
黄金の盾
フロアが変わるごとに盾が手に入る。
オーガシールド
満腹度の減りが通常の2倍に増える。しかし満腹度の減りが通常の半分である皮の盾を、1回合成することにより相殺、2回合成することにより半分にすることができる。
盗みよけの盾
装備しているとアイテムやゴールドを盗まれなくなる盾。
爆発よけの盾
地雷や爆弾岩による爆発のダメージを半減する。
わざふうじの盾
モンスターの特殊攻撃を封じる。特殊攻撃に含まれるものはそこまで危険なものがないのでやや頼りない。
魔法の盾
モンスターの魔法攻撃を無効化。魔法攻撃は危険なものが多い（特にきとうし・ようじゅつしの杖）ので、わざふうじの盾よりかなり使える。
見切りの盾
敵の攻撃を避けやすくなる。
メタルキングの盾
高い防御力を持つ盾。
やいばの盾
装備していると、直接攻撃を受けた時にダメージの1/3を敵に跳ね返す盾。分裂する敵に対しては、思わぬ苦戦を強いられることも。
ロトの盾
最強の防御力を持つ盾。

### 矢
黄金の矢
フロアが変わるごとに矢が手に入る。
毒の矢
遠くの敵に攻撃でき、当たった敵の力を下げる矢。
ひきよせの矢
遠くの敵に攻撃でき、当たった敵を引き寄せて混乱させる。壁を突き抜ける。
魔法の矢
敵に当たってもなくならず、敵の前（倒した場合は敵のいた場所）に落ちる。ただし、遠投の指輪を装備していた場合はなくなってしまう。

### 指輪
いのちの指輪
最大HPが50上昇する。
インパスの指輪
拾った時点でアイテムを識別出来る。
遠投の指輪
投げたアイテムが敵や壁を貫通する。盾が弾かれた場合も貫通して飛んで行く。
黄金の指輪
フロアが変わるごとに指輪が手に入る。
会心の指輪
一定の確率で会心の一撃が出るようになる。
回復の指輪
1ターンにHPが10ずつ回復するが、腹減りが2倍になる。
混乱よけの指輪
罠やおおめだまの混乱を無効にする。
サビよけの指輪
罠のサビを無効にするが、どくどくゾンビの特殊攻撃は防げない。
しあわせの指輪
1ターンごとに1ずつ経験値が入る。
たれ流しの指輪
移動中に、所持しているアイテムをランダムで落とすようになってしまう。
つうかの指輪
水の上を歩けるようになる。水の上で装備を外すとワープする。
つうこんの指輪
1/2の確率でつうこんの一撃を受けるようになる。敵の矢でもつうこんの一撃が出るようになる。
透視の指輪
フロアにあるアイテムとモンスターの位置が常にマップ上に表示されるようになる。
値切りの指輪
会計時に「いいえ」を選択すると、ガーゴイルの店で半額で買えるようになる。
呪いよけの指輪
敵の呪い攻撃が防げるが、装備品の呪いには関係が無い。
爆発の指輪
装備すると爆発する。装備後も行動していると爆発し、トルネコのHPが半分になり、周囲にいるモンスターを倒すことが出来る。
まもりの指輪
防御力が30上昇する。

## 新しい道具

### 杖
使用回数は最大99回まで。
黄金の杖
フロアが変わるごとに杖が手に入る。
おびえの杖
対象がおびえ状態になる。
きとうしの杖
メダパニ、場所替え、いかずちのいずれかの杖の効果がランダムで発生する。
げんじゅつしの杖
バシルーラ後かなしばり状態になる。
ドルイドの杖
バシルーラ後眠り状態になる。
バーサーカーの杖
対象がバーサーカー状態になる。
場所替えの杖
対象とトルネコの場所を入れ替える。
ふきとばしの杖
対象を5マス吹き飛ばす。
ホイミの杖
対象のHPを回復させる。
丸得の杖
モンスターのHPの3/4を吸収する。
身代わりの杖
モンスターに振ると20ターンの間、モンスターを身代わりにできる。身代わりになったモンスターは神父の姿になり、モンスターは優先的にそちらを狙う。トルネコが受けると混乱する。
ミミックの杖
対象をミミックに変える。見た目は地面に落ちたアイテムになる。
モノカの杖
対象がアイテムになるが、ミミックになることもある。
モンスター識別の杖
試練の館の未識別モンスターを判別する。
ようじゅつしの杖
おびえ、ボミオス、バシルーラのいずれかの杖の効果がランダムで発生する。
ルカニの杖
対象の守備力を下げる。

### 巻物
黄金の紙切れ
フロアが変わるごとに巻物が手に入る。読むとイオの巻物と同様の効果がある。
大風の巻物
一度目の風が吹いて、フロアがレミーラ状態になる。
大部屋の巻物
フロアの壁が無くなり、一つの部屋になる。水路も消滅する。モンスターハウスがある場合は、モンスターハウスに入ったとみなされる。
銀のたてごとの巻物
トルネコの周囲8方向に敵が出現する。
ザオリクの巻物
墓になったモンスターを混乱状態で復活させる。
すいだしの巻物
壷に入っているアイテムを割らずに取り出すことが出来る。
スペルブック
覚えたことのある呪文を書き込むと、巻物を読むことで毎回呪文が使用可能になる。
中断の巻物
読んでから階段に入ると必ず中断ポイントが出現し、中断セーブが可能になる。
トラマナの巻物
読むとそのフロアにいる間はダメージ床の上に乗ってもダメージを受けなくなる。
白紙の巻物
名前を書いた巻物と同じ効果を得る。読んだことのない巻物は不可能。
はりつけの巻物
部屋にいるモンスターを移動不可能にする。
ひきよせの巻物
フロアに落ちているアイテムを自分の周りに集める。ただし、ガーゴイルの店がある場合は泥棒とみなされてしまう。
ひろえずの巻物
使ったフロアでアイテムが拾えなくなる。
巻物のきれはし
メッセージが書いてあるだけの巻物。
まものしばりの巻物
部屋にいる敵が15ターン動けなくなる。ただし、攻撃すると動けるようになる。
モンスターの巻物
トルネコのいる部屋がモンスターハウスになる。通路の場合はワープする。
やりなおしの巻物
同じフロアが現われる。消耗したアイテムが戻ってくる訳ではない。巻物を読む前にそのフロアで拾っていたアイテムをもう一度拾うことができる。
ルカナンの巻物
フロア全体のモンスターの防御力を半減させる。重ね掛けも可能。

### 壷
使用回数は最大8回まで。
インパスの壷
中に入れたアイテムが識別出来る。
うそつきの壷
中に入れたアイテムの名前がランダムに変化するが、実際は変わっていない。
黄金の壷
フロアが変わるごとに壷が手に入る。
回復の壷
トルネコのHPが完全回復する。
火薬壷
割れると爆発する。中身は爆発すると消えてしまう。
合成の壷
中に入れたアイテムが合成される。ただし、剣同士、盾同士のみ。
倉庫の壷
中に入れたアイテムが倉庫へ移動する。倉庫がいっぱいの場合は使えない。
とうぞくの壷
トルネコの前5マスまでにある一番手前のアイテムを吸い込む。店のアイテムを吸い込むとお金を払わなくて済む。
分裂の壷
中に入れたアイテムが分裂する
変化の壷
中に入れたアイテムが壺以外でランダムに変化する。
保存の壷
アイテムを自由に出し入れすることができる。
まものの壷
回数分のモンスターが周囲に出現する。壷を割ると混乱したモンスターが出現する。
われない壷
文字通り割ることが出来ない壷。地上に持って帰って来ると、倉庫に入れる時に割ることが可能。

### その他
胃拡張の種
満腹度の最大値が10%上昇する。最大200%まで増大させることが可能。
胃縮小の種
満腹度の最大値が10%減少する。
不幸の種
飲むと、トルネコのレベルが1下がってしまう。モンスターに当ててもレベルを1下げることができる。ただし、レベルが下がったモンスターを倒しても、経験値は得られない。
黄金のパン
フロアが変わるごとにパンが手に入る。満腹時に食べると、満腹度が2%上昇する。
オニオンブレッド、魔法のパン
満腹度が30%回復し、HP全回復、力+1、拾うと識別が可能に、腹が減らない、モンスターを起こさない、敵の攻撃で眠らない、力が下がらないのいずれかの効果が発生する。HPと力+1以外の効果はそのフロアでのみ有効。満腹時に食べると、満腹度が1%上昇する。効果は同じだが、売値は魔法のパンの方が高い。
きょだいなパン
満腹度が200%回復し、満腹度の最大値が5%上昇する。
くさったパン
前作にも出ていたが、効果がかなり変更された。満腹度が30%回復し、レベル-1、力-3、混乱、眠り、まどわし、目つぶしのいずれかが発生する。
くさりきったパン
満腹度が20%回復し、力の基礎値が-3される。泥の罠でくさったパンになる。
魔法の宝石箱
入れておくとフロアが変わるごとに入れている剣、盾、杖が+１される。

## 魔法
トルネコが魔法使いに転職した場合のみ、HPを消費することで使用可能。HPが足りないと唱えることはできない。
メラ
最初から覚えている呪文。正面の敵に10のダメージを与える。炎属性。消費HP2。
メガンテ
その階層の敵を全て倒すか、トルネコが倒れる。確率は5分5分。PS版では経験値が入るが、GBA版では経験値が入らない。
メガザル
あらかじめ唱えておくと、HPが0になっても一度だけ自動で復活する。メガンテで0になった場合は無効。唱えると忘れる。消費HP75。
レミーラ
レミーラの巻物と同じ効果。フロアの形、敵、アイテムの位置が分かる。消費HP5。
マホトラ
正面の敵に10〜20のダメージを与え、与えたダメージ分トルネコのHPが回復する。魔法系統の敵にダメージを与えられる唯一の呪文。消費HP5。
ニフラム
敵を一撃で倒すが、経験値は入らない。消費HP55。
ボミオス
敵の行動速度が半分になる。消費HP10。
シャナク
呪いを解く。魔法使いは武器・盾を装備出来ないので指輪のみ。消費HP15。
ルーラ
別の部屋にワープする。消費HP20。
リレミト
ダンジョンから出る。消費HP1。

## 関連商品

### 攻略本
前作ではドラゴンクエストシリーズのガイドブックに倣い集英社よりの『Vジャンプブックス』とエニックスよりの『公式ガイドブック』の2冊が発売されたが、本作以降ではそれらに加えてチュンソフトより『公式パーフェクトガイド』と称して、エニックスの『公式ガイドブック』よりもさらに詳細なデータを収録したガイドブックが発売された。
- トルネコの大冒険2（PS版）
  - Vジャンプブックスゲームシリーズ ドラゴンクエスト・キャラクターズ トルネコの大冒険2 不思議のダンジョン ダンジョン探検日記（ISBN 4-08-779035-5）
  - ENIXベストムックライブラリー ドラゴンクエスト・キャラクターズ トルネコの大冒険2 不思議のダンジョン 公式ガイドブック（ISBN 4-7575-0118-8）
  - ドラゴンクエスト・キャラクターズ トルネコの大冒険2 不思議のダンジョン 公式パーフェクトガイド（ISBN 4-924978-12-4）
- トルネコの大冒険2アドバンス
  - エニックスミニ百科48 ドラゴンクエスト・キャラクターズ トルネコの大冒険2アドバンス 不思議のダンジョン 公式ガイドブック（ISBN 4-7575-0605-8）
  - ドラゴンクエスト・キャラクターズ トルネコの大冒険2アドバンス 不思議のダンジョン 公式パーフェクトガイド（ISBN 4-924978-23-X）

### 漫画作品
トルネコの大冒険2 不思議のダンジョン（村上ゆみ子）
本作を漫画化したもの。全2巻。
トルネコの大冒険2 4コママンガ劇場
本作を4コマ漫画化したもの。第2巻まで発売。

### CD
- 「ドラゴンクエスト・キャラクターズ トルネコの大冒険2 不思議のダンジョン」オリジナル・サウンドトラック（SPEビジュアルワークス、SVWC-7051、2000年1月21日） - PS版のゲーム音源を収録。